# 北東社会開発協議会

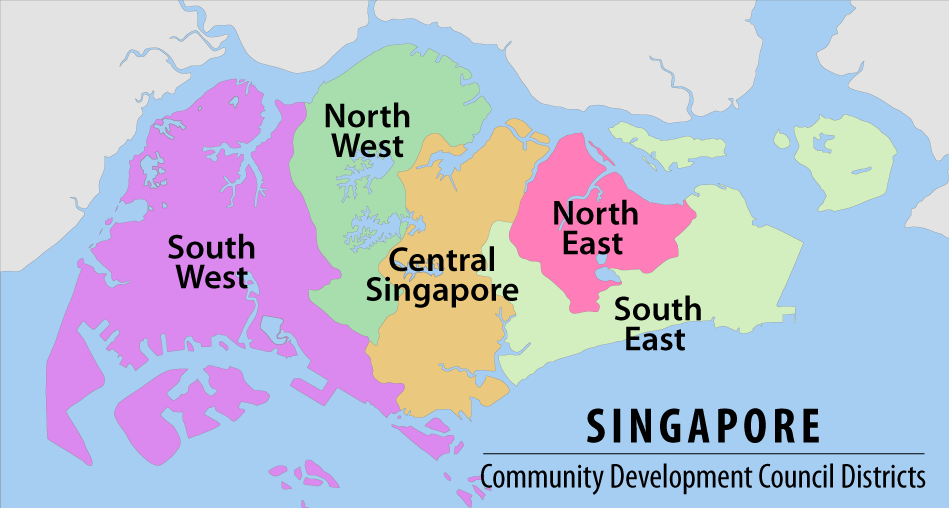
社会開発協議会の区画

北東社会開発協議会（ほくとうしゃかいかいはつきょうぎかい、英: North East Community Development Council）は、シンガポールにある5つの社会開発協議会の一つである。

## 隣接行政区画
- ジョホール州（ジョホール海峡を挟んで）
- 南東社会開発協議会
- シンガポール中央社会開発協議会